# Искулов, Марат Аблкаирович
Марат Аблкаирович Искулов (11 апреля 1982, Павлодар, Казахская ССР, СССР) — казахстанский футболист, полузащитник. Воспитанник павлодарской школы футбола. В 1999 году начал профессиональную карьеру в родном клубе, но за основную команду сыграл всего один матч. В начале двухтысячных Марат играл за семипалатинскую команду, где провёл более сто игр за команду, и завоевал в 2005 году вместе с командой серебряные медали. Вторым клубом, где сыграл более сто игра за клуб, оказалась Астана-1964, с которой дважды выигрывал бронзовые медали.

## Достижения
- Серебряный призёр Первой лиги Казахстана: 2005
- Бронзовый призёр Первой лиги Казахстана (3): 2007, 2012, 2014

## Семья
Женат, супругу зовут Улпан, также имеет двоих сыновей Мансур и Санжар.